# Empis pennipes
Empis pennipes là một loài ruồi, trong họ Empididae. Nó được tìm thấy ở hầu hết châu Âu, ngoại trừ bán đảo Balkan và bán đảo Iberia.

## Hình ảnh

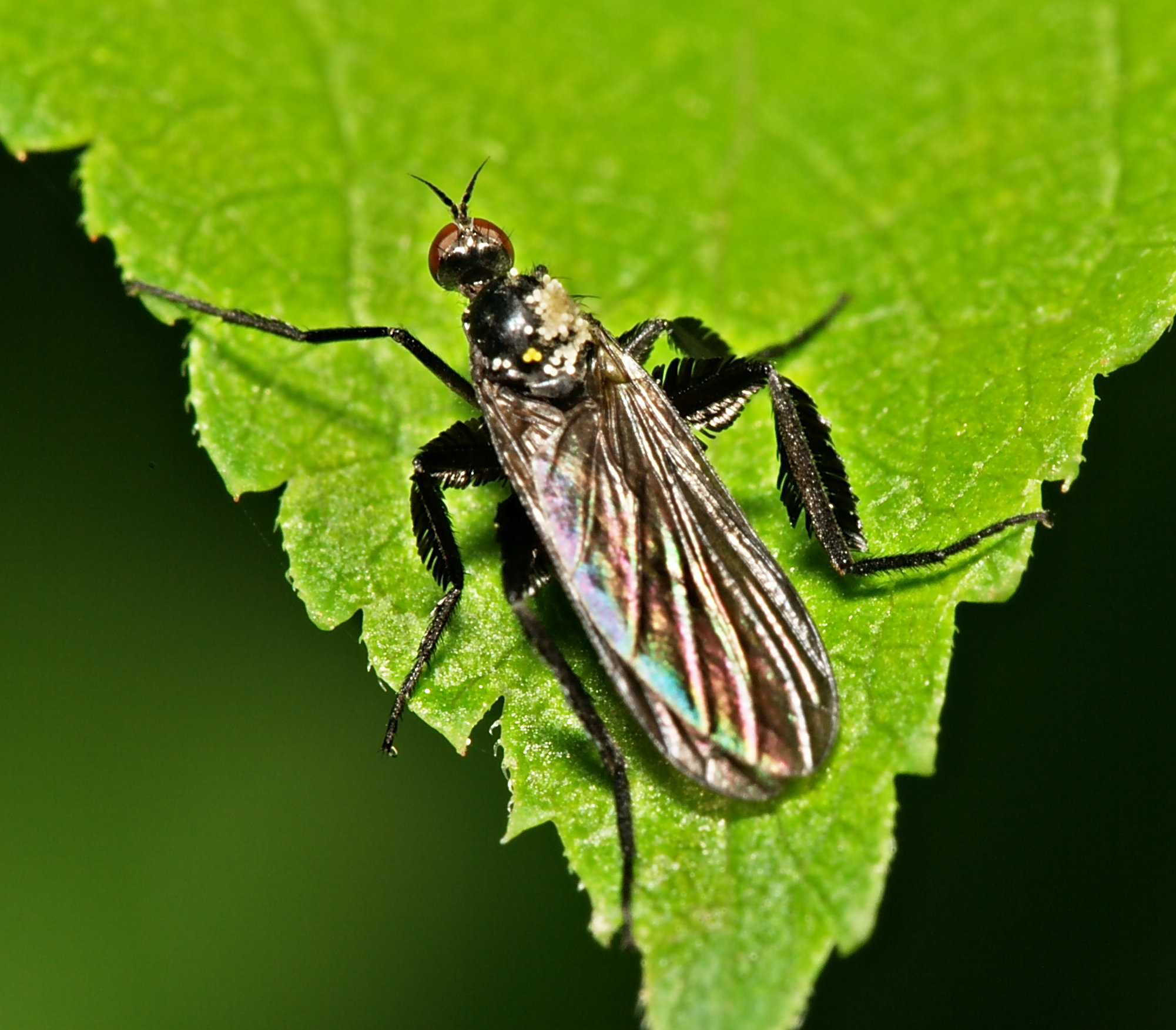
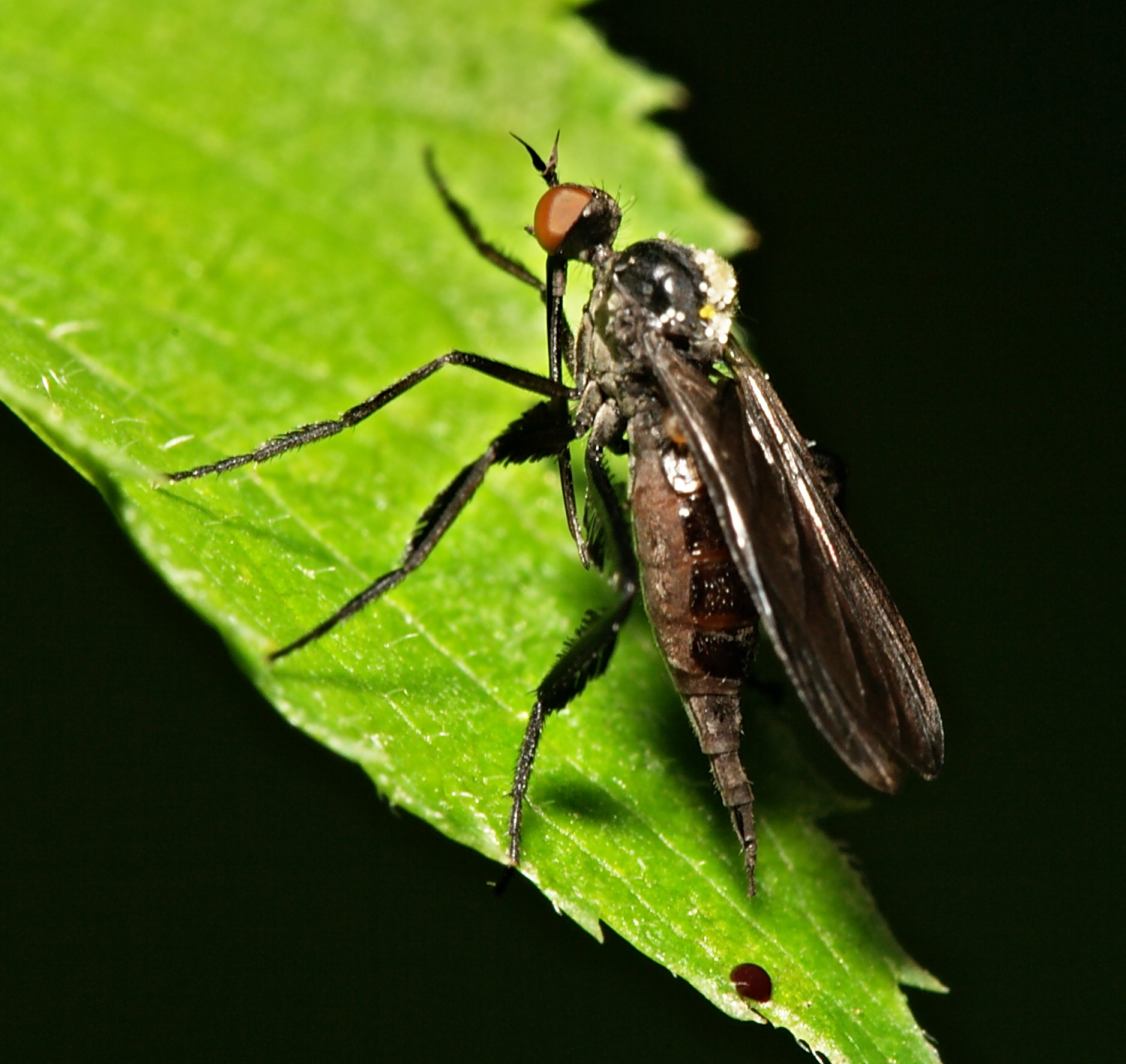
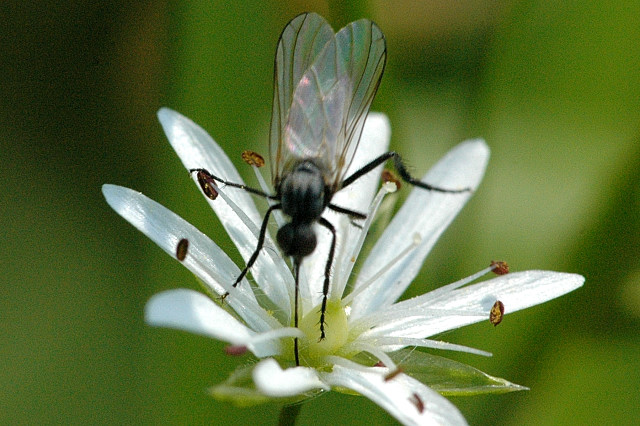
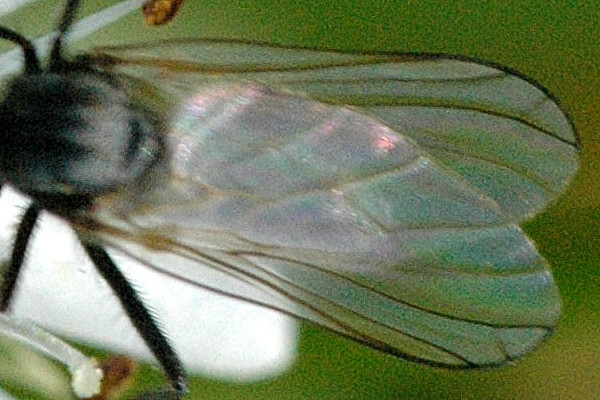